# Guitolar

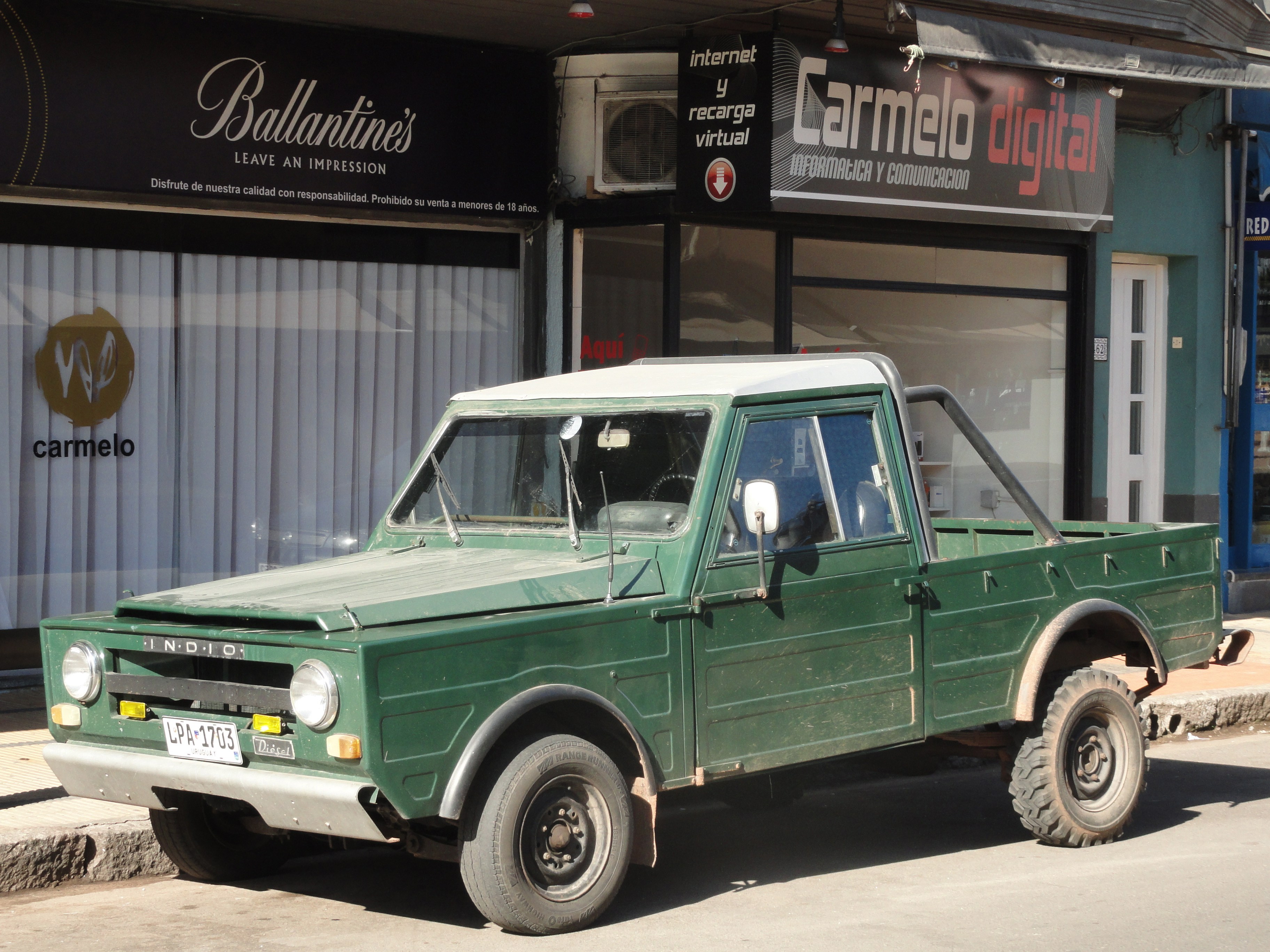
Indio als Pick-up

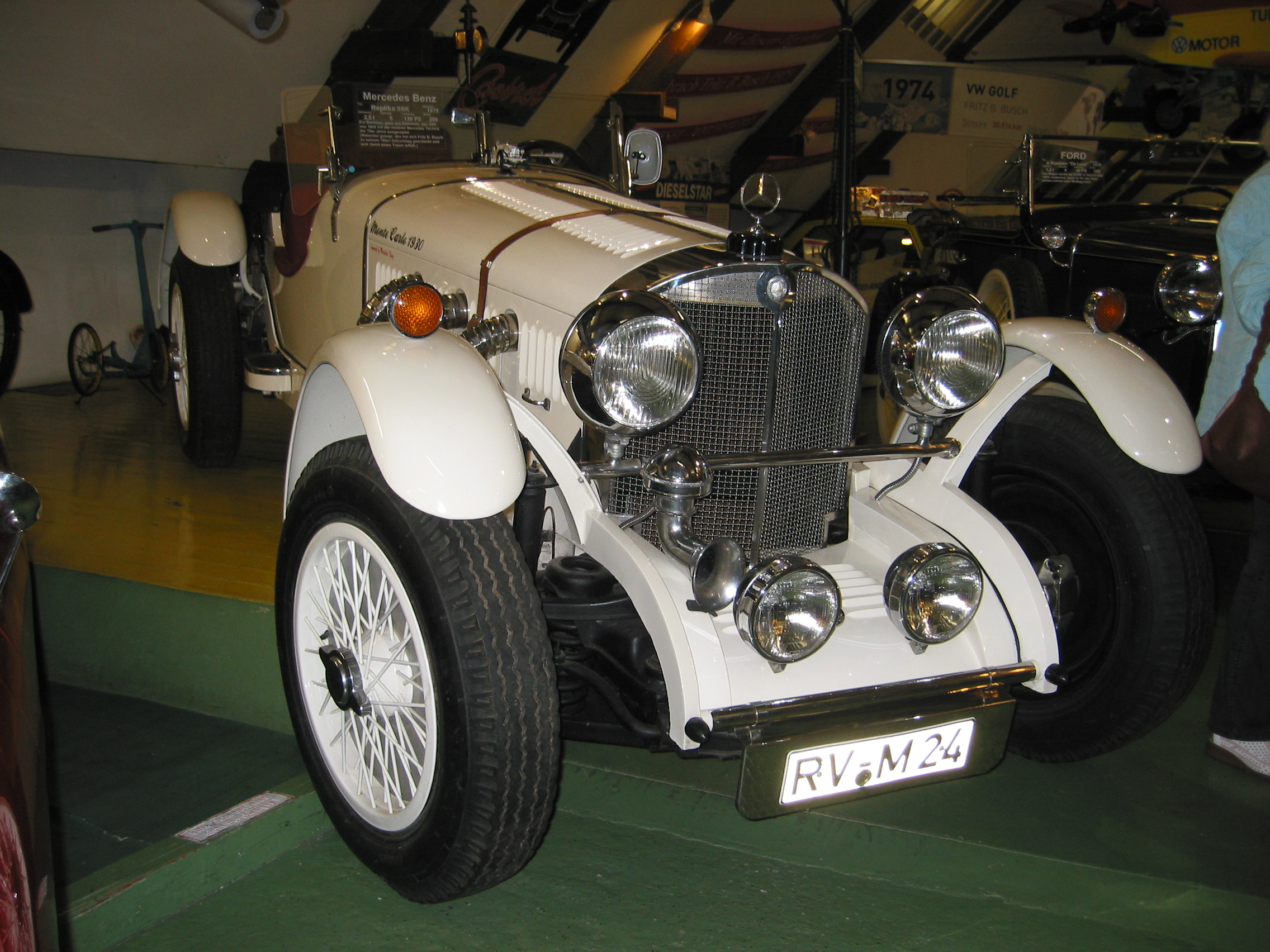
Torrelaro im ehemaligen Automobilmuseum von Fritz B. Busch

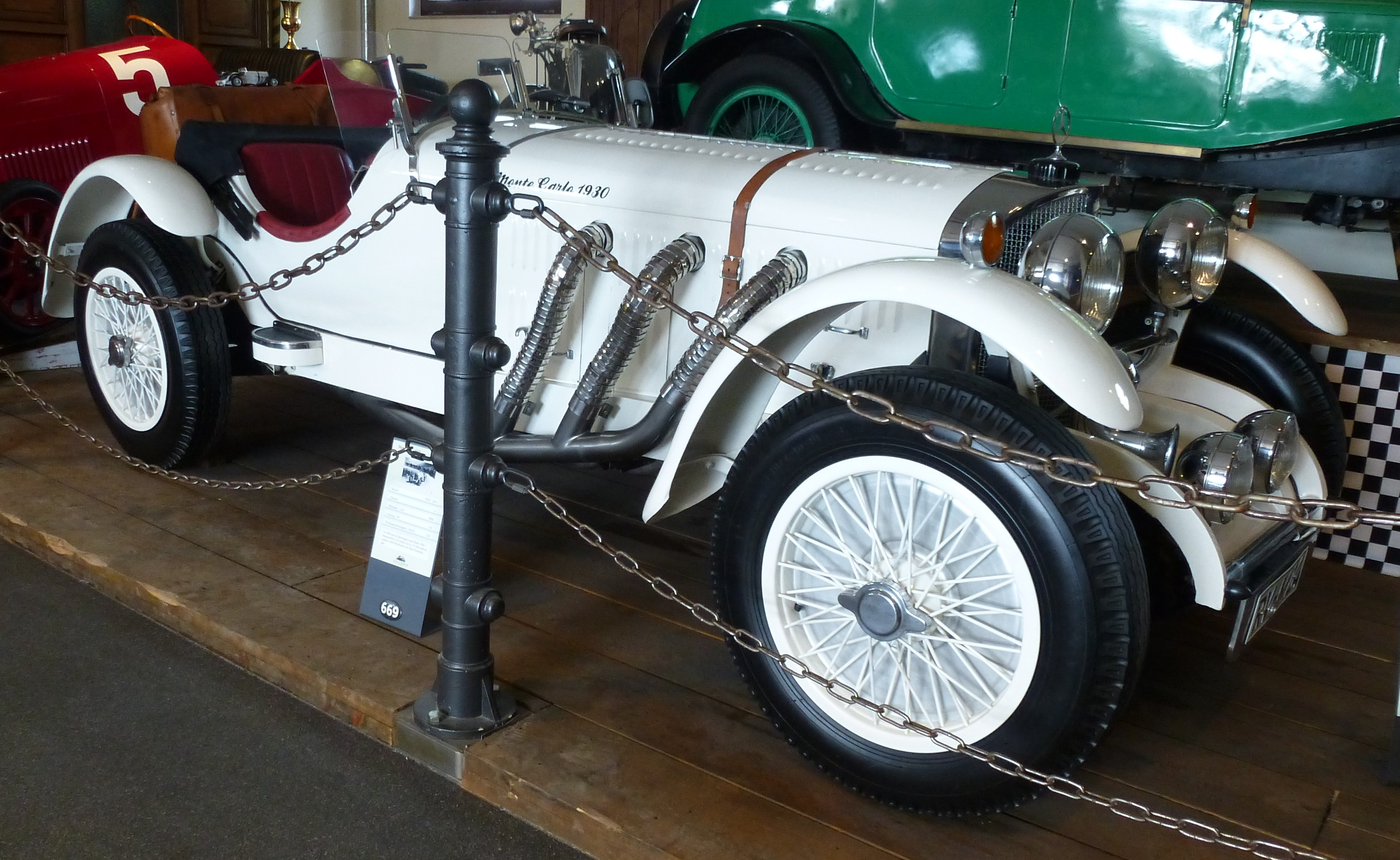
Ein neueres Foto desselben Fahrzeugs im Auto & Traktor Museum in Uhldingen

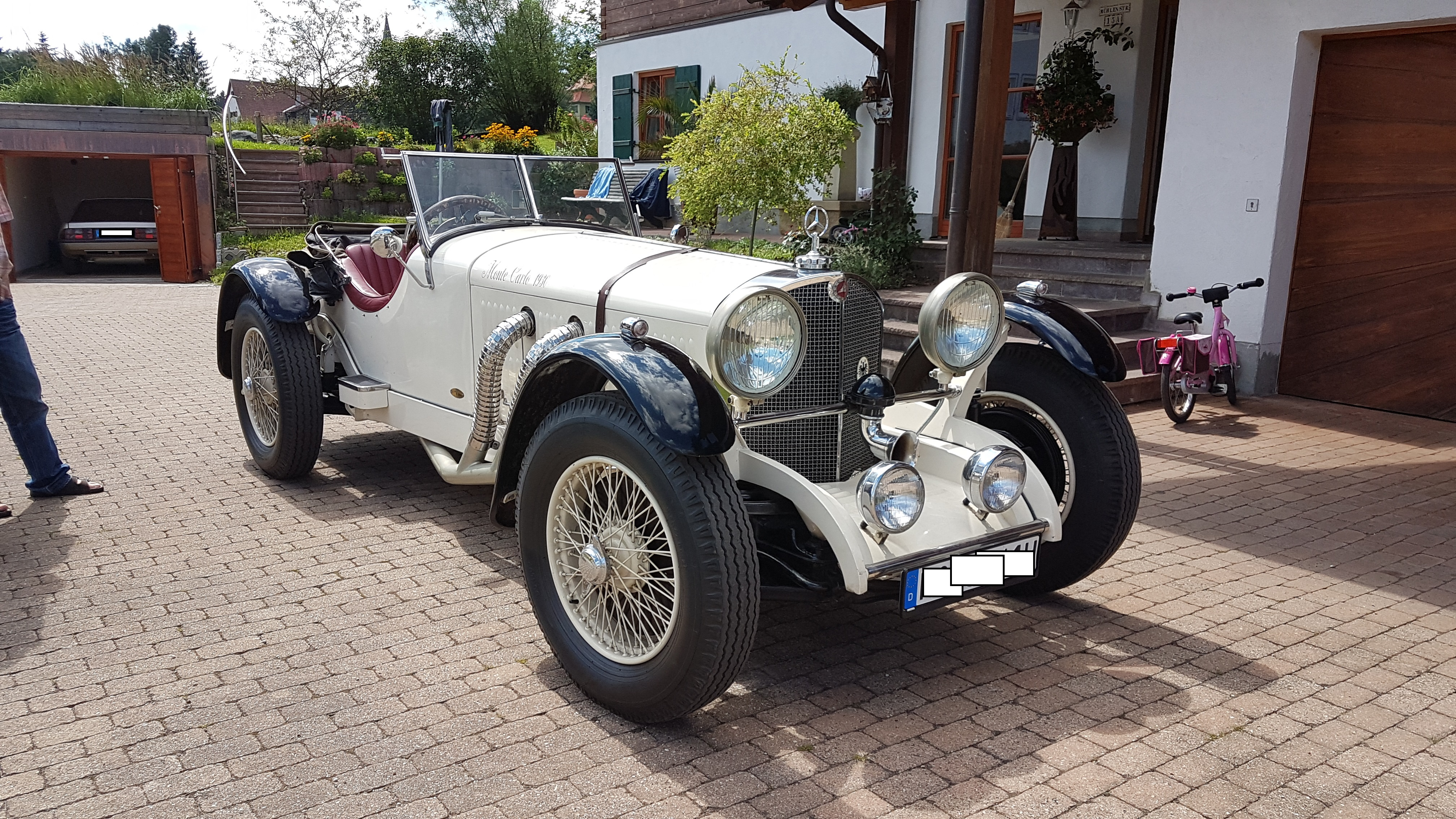
2022 im Allgäu – Torrelaro im Privatbesitz

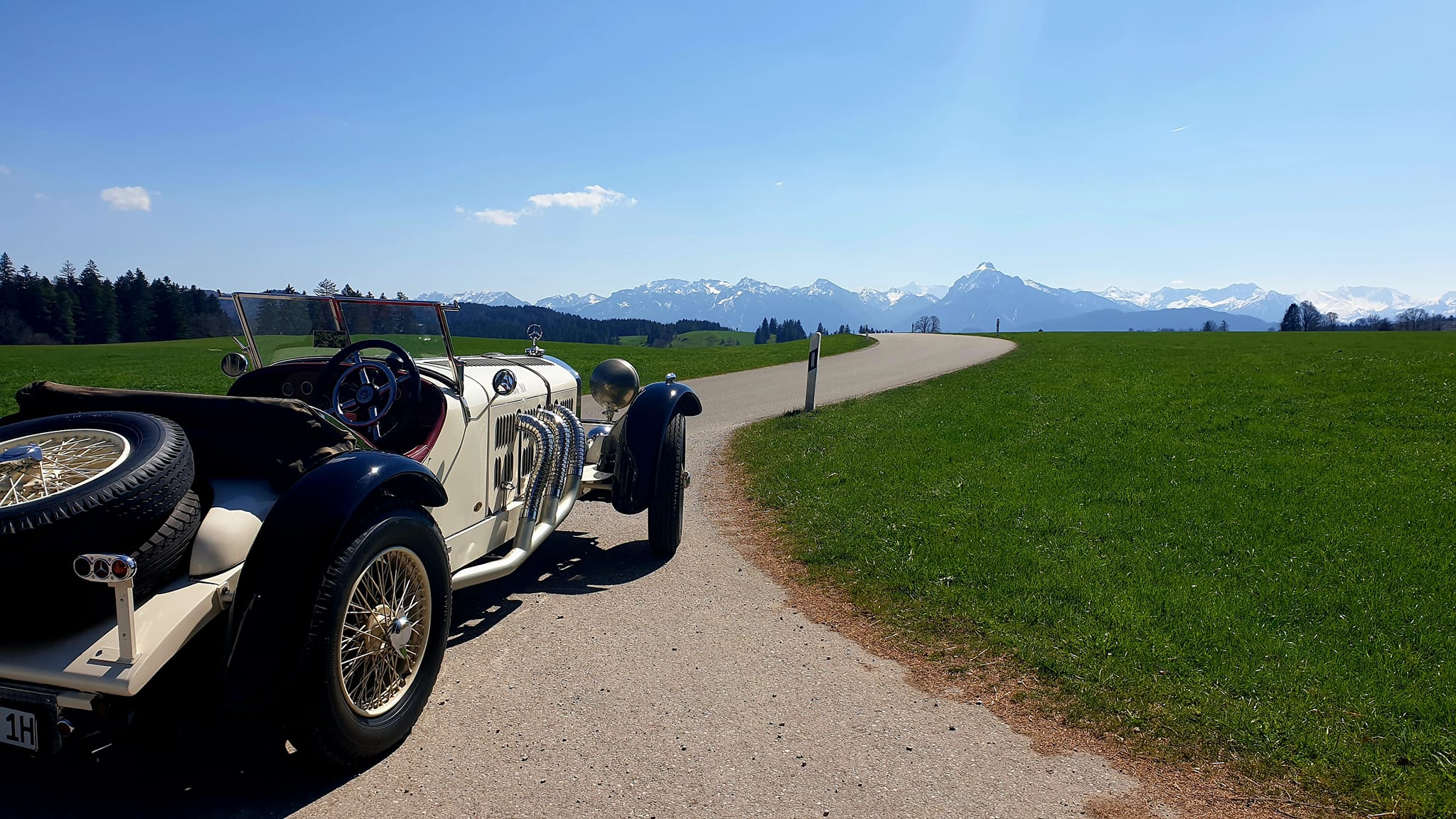
2022 im Allgäu – Torrelaro im Privatbesitz

Guitolar Ltda., vorher Horacio Torrendell S.A., war ein uruguayischer Hersteller von Automobilen.

## Unternehmensgeschichte
Horacio Torrendell entwickelte 1962 in Uruguay einen Prototyp. Der ging zunächst nicht in Produktion, weil Torrendell das Land verließ. Nach seiner Rückkehr gründete er Horacio Torrendell S.A. in Montevideo. Er überarbeitete das Projekt und brachte es unter dem Markennamen Torrendell auf den Markt. 1969 folgte ein weiteres Modell, das je nach Quelle als Torrendell oder Indio vermarktet wurde. Später erfolgte die Umfirmierung in Guitolar Ltda., wobei eine Quelle bis 1984 die alte Firmierung und erst ab 1989 die neue Firmierung verwendet. Zusätzlich wurden Fahrzeuge von Bentley, Land Rover, Rolls-Royce und Rover importiert. Von 1978 bis 1984 gab es ein weiteres Modell, für das die Markennamen Torrendell und Halcon überliefert sind. 1989 folgte noch zwei Modelle, die je nach Quelle sofort als Torrelaro oder anfangs als Torrendell und erst ab 1995 als Torrelaro vermarktet wurden. Registriert wurde der Markenname Torrelaro am 20. Januar 1989.
2004 endete die Fahrzeugproduktion.
Hardy Motors aus den USA importierte Fahrzeuge für den US-Markt.

## Fahrzeuge
Der Prototyp von 1962 war ein Kleinwagen mit Teilen vom Mini.
In der Serie basierte der Charrua auf einem Fahrgestell von Chevrolet. Das viersitzige Mehrzweckfahrzeug konnte in einen Pick-up verwandelt werden. Hiervon entstanden 133 Fahrzeuge. General Motors Uruguay vertrieb die Fahrzeuge.
Der Indio hatte einen Leiterrahmen und Teile von Bedford. Zur Wahl standen Kombi, Pick-up und ein Jeep-ähnlicher Aufbau. Laut einer Quelle trieb ein Vierzylindermotor von Vauxhall Motors mit 1900 cm³ Hubraum die Fahrzeuge an. Eine andere Quelle nennt Otto- und Dieselmotoren von Bedford sowie einen kleineren Motor von Opel. In einem Zeitraum von 5 oder 8 Jahren entstanden 2200 oder 2500 Fahrzeuge.
Der Halcon war ein Sportwagen mit Ähnlichkeit zu einem Modell von MG. Üblicherweise ein zweisitziger Roadster, ist auch ein Viersitzer überliefert. Verschiedene Motoren vom argentinischen Ford Falcon, von Rover sowie ein V8-Motor von Chrysler trieben die Fahrzeuge an. Bis 1984 entstanden vier Fahrzeuge nach Kundenbestellungen.
Außerdem gab es die Nachbildung eines Bugatti Type 43. Ein Motor von Ford mit 2000 cm³ Hubraum trieb das Fahrzeug an. Die offene Karosserie bestand aus Aluminium.
Die beiden letzten Modelle waren Nachbildungen vom Mercedes-Benz SSK und von einem Alfa Romeo der 1930er Jahre. Fahrgestell und Karosserie bestanden aus nichtrostendem Stahl. Die offenen Karosserien gab es mit und ohne Türen. Verschiedene Vier- und Sechszylindermotoren von Daimler-Benz trieben die Fahrzeuge an. Explizit genannt sind Motoren vom Mercedes-Benz 280 SE mit 2800 cm³ Hubraum und 197 PS Leistung sowie vom Mercedes-Benz W 114 mit 2500 cm³ Hubraum. Leggatti Automobilbau aus Düsseldorf bot die Modelle in Deutschland an. Für das Jahr 2000 ist ein Neupreis von 150.000 DM überliefert. Auch im Vereinigten Königreich wurde der SSK-Nachbau angeboten. Während der ersten zehn Jahre der Produktion entstanden 30 Fahrzeuge. Jeweils zehn Fahrzeuge sind für die Jahre 2000 und 2001 überliefert, allerdings keine für 2002 und 2003.